# The Island Def Jam Music Group
The Island Def Jam Music Group (IDJMG) – wytwórnia płytowa utworzona w 1999 roku w wyniku połączenia dwóch wytwórni należących do Universal Music Group: Island Records oraz Def Jam Recordings. W 2011 roku, po wyłączeniu z Universal Music Group – oficyna Motown Records weszła w skład IDJMG. W 2014 wytwórnia zakończyła działalność, a jej katalog uległ reorganizacji, Island Records, Def Jam Recordings i Motown Records kontynuują działalność jako niezależne podmioty.
Dla Island Def Jam Music Group płyty wydawali m.in. tacy wykonawcy jak: Justin Bieber, Bon Jovi, Kanye West, Nas, LL Cool J, The Killers, Fall Out Boy, The Roots, Melissa Etheridge, Hoobastank, Mariah Carey, Lionel Richie, Rihanna, Babyface, Hikaru Utada oraz Saliva. Katy Perry oraz Lady Gaga należały do tej wytwórni, lecz ich albumy zostały odrzucone.